# Holoskiv, Colomeea
Holoskiv (în ucraineană Голосків) este o comună în raionul Colomeea, regiunea Ivano-Frankivsk, Ucraina, formată numai din satul de reședință.

## Demografie
Componența lingvistică a comunei Holoskiv
     Ucraineană (99,85%)
     Alte limbi (0,15%)
Conform recensământului din 2001, majoritatea populației comunei Holoskiv era vorbitoare de ucraineană (99,85%), existând în minoritate și vorbitori de alte limbi.